# Rami Bedoui
Rami Bedoui (en árabe: رامي بدوي‎; Sousse, 19 de enero de 1990) es un futbolista tunecino que juega en la demarcación de defensa para el Club Africain del Championnat de Ligue Profesionelle 1.

## Selección nacional
Hizo su debut con la selección de fútbol de Túnez el 16 de octubre de 2012 en un encuentro amistoso contra Egipto que finalizó con un resultado de 0-1 a favor del combinado tunecino tras el gol de Zouheïr Dhaouadi. El 2 de junio fue elegido por el seleccionador Nabil Maâloul para disputar la Copa Mundial de Fútbol de 2018.
Fue titular en la victoria de Túnez por 2 a 1 sobre Panamá que significó el segundo triunfo de los tunecinos en la historia de los mundiales, después de la victoria por 3 a 1 sobre México en 1978.

## Clubes
| Club                     | País           | Año       | Partidos | Goles |
| ------------------------ | -------------- | --------- | -------- | ----- |
| Étoile Sportive du Sahel | Túnez          | 2011-2018 | 168      | 16    |
| Al-Fayha F. C. (cedido)  | Arabia Saudita | 2019      | 9        | 0     |
| Étoile Sportive du Sahel | Túnez          | 2019-2020 | 3        | 0     |
| F. K. Liepāja            | Letonia        | 2020      | 6        | 0     |
| Al-Kuwait S. C.          | Kuwait         | 2020-2021 | 3        | 0     |
| Club Africain            | Túnez          | 2022-     | 44       | 2     |

## Palmarés

### Campeonatos nacionales
| Título                               | Club                     | País  | Año  |
| ------------------------------------ | ------------------------ | ----- | ---- |
| Copa de Túnez                        | Étoile Sportive du Sahel | Túnez | 2012 |
| Copa de Túnez                        | Étoile Sportive du Sahel | Túnez | 2014 |
| Copa de Túnez                        | Étoile Sportive du Sahel | Túnez | 2015 |
| Championnat de Ligue Profesionelle 1 | Étoile Sportive du Sahel | Túnez | 2016 |